# Astragalus bachardeni
Astragalus bachardeni es una especie de planta herbácea perteneciente a la familia de las leguminosas. Es originaria del Asia.
Es una planta herbácea perennifolia originaria de Turkmenistán en Ashjabad.

## Taxonomía
Astragalus bachardeni fue descrita por Kamelin & Kovalevsk. y publicado en Opredelitel' Rastenii Srednei Azii 6: 352. 1981.
Etimología
Astragalus: nombre genérico derivado del griego clásico άστράγαλος y luego del Latín astrăgălus aplicado ya en la antigüedad, entre otras cosas, a algunas plantas de la familia Fabaceae, debido a la forma cúbica de sus semillas parecidas a un hueso del pie.
bachardeni: epíteto